# 3bis metró (Párizs)
A párizsi metró 3bis vonala (franciául: Ligne 3 bis du métro de Paris) a párizsi metró tizenhat vonalának egyike. Gambetta és Porte des Lilas állomások között közlekedik a 20. kerületben, Párizs keleti részén. A vonal 1,3 kilométeres hosszával és négy állomásával a hálózat legrövidebb vonala. Ez a vonal a legkevésbé használt vonal is, 2003-ban alig több mint 1,6 millió utassal, a 7bis vonal 3,5 millió utasa mögött.
A vonalat az 1910-es években építették a 3-as vonal meghosszabbításaként, de a kettőt 1971-ben szétválasztották. Ettől kezdve a 3bis vonalat külön üzemeltették. Ugyanakkor a 3-as vonalat meghosszabbították Gallieniig. A vonalon 2010-től hat, egyenként három kocsiból álló MF 67 sorozatú vonat közlekedik.